# Harrison (Michigan)
Harrison város az USA Michigan államában, Clare megyében, melynek megyeszékhelye is. Lakosainak száma 2150 fő (2020. április 1.).

## Népesség
A település népességének változása:
| Lakosok száma | 129  | 2108 | 2114 | 2150 |
|               | 1880 | 2000 | 2010 | 2020 |